# André Gruchet

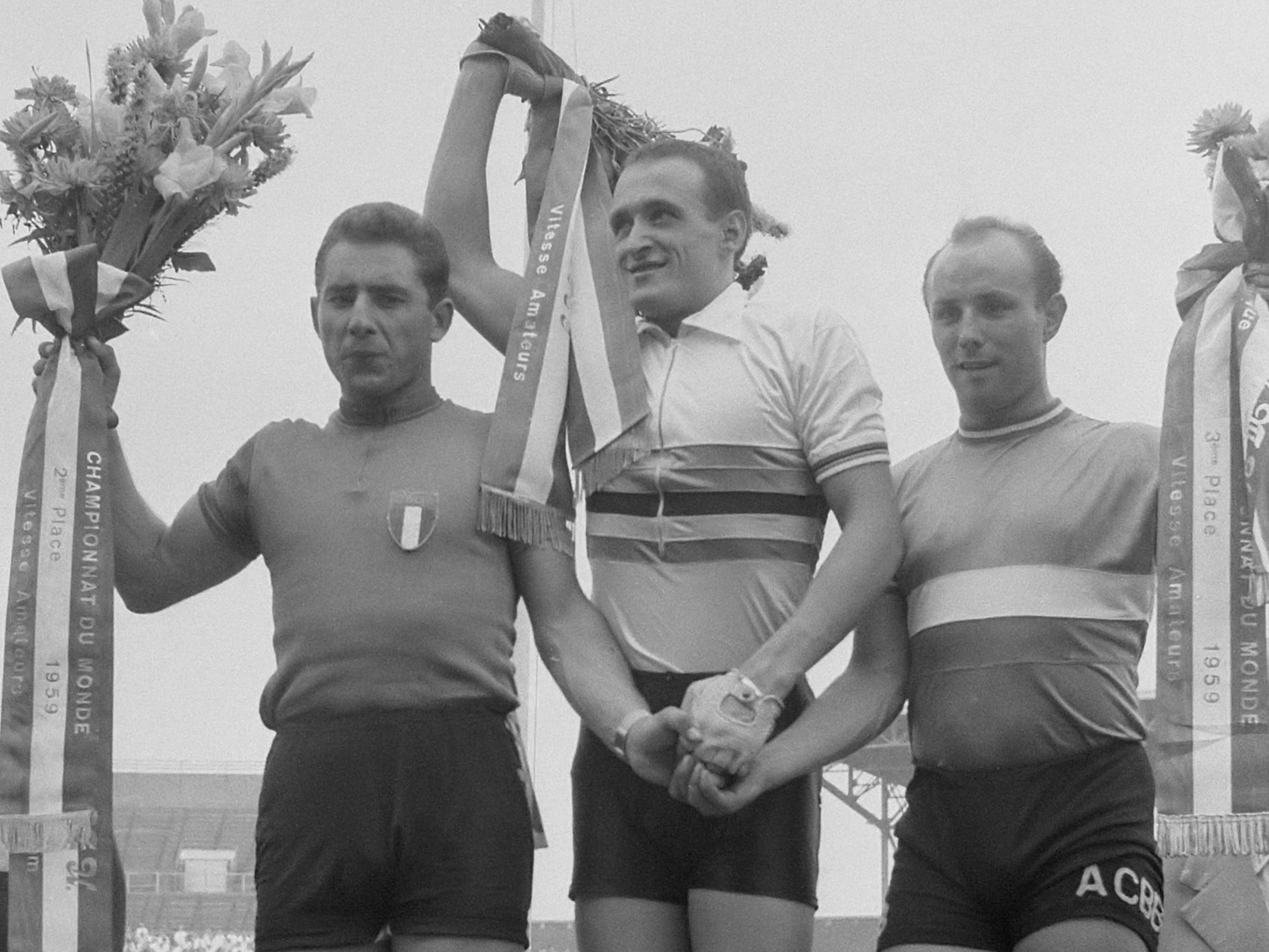
Weltmeisterschaften im Sprint 1959 (von links nach rechts): Sante Gaiardoni, Valentino Gasparella, André Gruchet

André Gruchet (* 17. April 1933 in Épinay-sur-Seine; † 3. Mai 2015 in Challans) war ein französischer Bahnradsportler.
André Gruchet war auf die Kurzzeitdisziplinen auf der Bahn spezialisiert. 1953 gewann er den Grand Prix Jef Scherens. 1959 belegte er bei den Bahn-Weltmeisterschaften in Amsterdam Rang drei im Sprint der Amateure. Dreimal wurde er Zweiter beim renommierten Sprint-Klassiker Grand Prix de Paris und einmal Dritter, bevor er ihn 1962 für sich entschied. Zweimal – 1956 und 1960 – startete er bei Olympischen Sommerspielen im Sprint und im Tandemrennen, konnte sich aber nicht erfolgreich platzieren. 1957 siegte er im Internationalen Messepreis von Leipzig, einem Sprinterturnier, bei dem die gesamte Weltspitze der Amateursprinter der damaligen Zeit am Start war.
Von 1967 bis 1968 war Gruchet Profi und wurde 1967 Zweiter sowie 1968 Erster der französischen Sprint-Meisterschaften.